# 소울워커
소울워커(Soul Worker, ソウルワーカー)는 대한민국의 실시간 온라인 MMORPG 게임이다.

## 개요
2011년 디스이즈 게임을 통해 최초 공개되었고 2015년 일본에서 클로즈 베타 서비스를 진행하는 등 국내 개발사 라이언 게임즈의 소울워커가 지스타에 공개를 한 적이 있다. 그 후 2017년 1월 18일 한국 정식 서비스를 시작했다. 현재 한국 서버는 지속적인 유저 수의 감소로 인해 쟈일로서버 단 1개만 존재한다.

## 플레이 가능 캐릭터
- 하루 에스티아
- 어윈 아크라이트
- 릴리 블룸메르헨
- 스텔라 유니벨
- 진 세이파츠
- 치이 아루엘
- 에프넬
- 이나비

## 참여한 성우
- 대한민국: 이보희, 박성태, 김현지, 이재현, 박신희, 김혜성, 이지현, 김현심
- 일본: 카야노 아이, 시모노 히로, 키도 이부키, 타네다 리사, 오니시 사오리, 타케타츠 아야나